# Charles Dusart
Pour les articles homonymes, voir Dusart.
Charles Dusart (ou Karel Dusart en flamand), né à Gand le 25 décembre 1860 et mort à Rhées (Herstal) le 6 août 1914, est un officier belge. Il a notamment été au service de l'État indépendant du Congo et est le premier officier belge de haut rang tué lors la Première guerre mondiale.

## Biographie
Charles Edouard Dusart, né à Gand le 25 décembre 1860, est le fils d'Édouard Louis, lieutenant du génie, et de Célestine Preumont. Il était marié à Hélène de Magnée.
Le 7 mai 1877, il entre à l'École militaire à 17 ans et en sort sous-lieutenant désigné pour le 10e régiment de Ligne en 1879. Il passe au régiment des Grenadiers en 1880 où il est promu lieutenant en 1885. Il passe au 5e régiment de Ligne en 1887.
En 1890, Dusart obtient de rejoindre l'État indépendant du Congo. Il est d'abord désigné pour le poste de Lukungu, dans le district des Cataractes. Il y trouve des populations hostiles notamment influencées par les devins (ou N'Ganga) hostiles aux Blancs et est amené dans certains cas faire preuve d'autorité. Il est aussi chargé de réédifier le poste d'Isangila.
Le 19 septembre 1890, il fonde le poste de Kinguschi  sur ordre du capitaine Francis Dhanis sur la rive du Kwango. Le 1er juillet 1891, il est appelé au commandement du poste de Popokabaka. Le 5 novembre, il est nommé commissaire de district intérimaire du Kwango oriental. En avril 1892, il doit y faire face à la révolte du chef bajaka, le kiamfu Muene Putu Kasongo chez qui avait été fondé le poste de Kasongo-Lunda. Pendant douze heures, Dusart livre à environ 1500 indigènes du chef rebelle un combat qui ne permet pas de prendre la place fortifiée de Muene Putu. Retraitant sur son poste de Popokabala, Dusart se retrouve à son tour assiégé par une masse de guerriers indigènes. Il perd le tiers de ses effectifs dans les escarmouches livrées pour se libérer et ne doit son salut qu'aux secours dépêchés par voie d'eau et de terre. En octobre 1892, il obtient la soumission des indigènes.
À la suite de ces faits d'armes, Dusart est promu au grade de capitaine. Son terme au Congo achevé, il rentre au pays juin 1893 et reprend du service dans l'armée belge métropolitaine. Il est affecté comme major au 5e régiment de Ligne à Anvers. En décembre 1910, il est promu lieutenant-colonel et, en 1913, colonel commandant le 11e régiment de Ligne, caserné à Hasselt.
Dans les premiers jours de la Première Guerre mondiale, le colonel Dusart, à la tête du le 11e régiment de Ligne, est chargé de la défense du secteur nord de la Position fortifiée de Liège à proximité du fort de Pontisse. La ligne de défense belge s'appuie sur le cimetière de Rhées, transformé en bastion par les Belges. Les grenadiers mecklembourgeois lancent de furieuses attaques et parviennent à prendre pied dans le cimetière. Le 6 août 1914, à deux heures du matin, le colonel Dusart prend la tête des soldats belges survivants du 11e bataillon du 11e régiment de Ligne et les lance à la contre-attaque en criant « En avant ». Presque aussitôt, il tombe frappé par une balle. Il est le premier officier belge de haut rang à perdre la vie lors de la Première Guerre mondiale. Il est enterré au cimetière de Rhées où il a vaillamment combattu.

## Distinctions
Les distinctions suivantes lui ont été décernées :
- Officier de l'ordre de Léopold (Belgique) ;
- Officier de l'ordre de la Couronne (Belgique) ;
- Croix de guerre belge 1914-1918 (Belgique) ;
- Croix militaire de 1ère classe (Belgique) ;
- Chevalier de l'Ordre royal du Lion (État indépendant du Congo) ;
- Étoile de service (État indépendant du Congo).

## Hommages
Un monument a été inauguré en 1921 à la mémoire du colonel Dusart et de ses 171 hommes morts pour la patrie au cimetière de Rhées. Ce monument est orné d'une statue en bronze œuvre du sculpteur Jules Brouns.
À Hasselt, on trouve une « Kolonel Dusartplein » (place colonel Dusart) et une caserne portait son nom.